# Daniel du Janerand
Daniel du Janerand (* 18. Juli 1919 in Paris; † 19. Juli 1990 in Savigny-en-Véron, Département Indre-et-Loire) war ein französischer Maler. Er gehörte der École de Paris an.

## Leben
Janerand wuchs im Marais auf und absolvierte dort auch seine Schulzeit. Anschließend besuchte er die École des Beaux-Arts (EBA).
Bereits während seines Studiums versuchte er sich in „moderneren“ Wegen der Vermarktung und gründete nach seinem Studienabschluss den Salon Comparaisons. Zu dieser Zeit war Janerand schon regelmäßig auf den jährlichen Ausstellungen des Salon d’Automne zu sehen. Dort wurde dann auch die Société nationale des beaux-arts auf ihn aufmerksam und lud ihn ebenfalls zu Ausstellungen ein.
Gelegentlich war Janerand auch auf Ausstellungen Salon des peintres témoins de leur temps und dem Salon des Tuileries zu sehen.
Daniel du Janerand starb einen Tag nach seinem 71. Geburtstag in Savigny-en-Véron und fand dort auch seine letzte Ruhestätte.

## Ehrungen
- 1953 Prix de la revue „Le peintre“
- 1955 Prix de la Société des amateurs d’art et des collecteurs
- 1970 Prix Puvis de Chavannes[2]
- 1984 Prix de Saint-Affrique[3]

## Werke (Auswahl)
Buchillustrationen
- Jean Rousselot: Le Chemin des dames. Rougerie, Paris 1980.
- Pierre Benoît: Feu d’artifice à Zansibar. Paris 1955.
- Hervé Bazin: Lève-toi et marche.[4] Paris 1952.